# Antonio Candreva
Antonio Candreva (Roma, 28 de febrero de 1987) es un exfutbolista italiano que jugaba de centrocampista.

## Selección nacional
Ha sido internacional con la selección italiana en cincuenta y cuatro ocasiones, marcando siete goles. Debutó con Italia el 14 de noviembre de 2009, en un encuentro amistoso ante la selección neerlandesa que finalizó con un marcador de 0 a 0. El 13 de mayo de 2014,Cesare Prandelli, entrenador de la selección italiana, lo incluyó en la nómina preliminar de treinta jugadores convocados para la Copa Mundial de Fútbol de 2014. Fue confirmado en la lista definitiva de veintitrés jugadores el 1 de junio.

### Participaciones en Copa del Mundo
| Mundial                        | Sede   | Resultado    |
| ------------------------------ | ------ | ------------ |
| Copa Mundial de Fútbol de 2014 | Brasil | Primera fase |

### Participaciones en Eurocopa
| Eurocopa                | Sede    | Resultado        |
| ----------------------- | ------- | ---------------- |
| Eurocopa Sub-21 de 2009 | Suecia  | Semifinal        |
| Eurocopa 2016           | Francia | Cuartos de final |

### Participaciones en Copa FIFA Confederaciones
| Copa                      | Sede   | Resultado     |
| ------------------------- | ------ | ------------- |
| Copa Confederaciones 2013 | Brasil | Tercer puesto |

## Clubes
| Club                   | País   | Año       |
| ---------------------- | ------ | --------- |
| Ternana Calcio         | Italia | 2004-2007 |
| Udinese Calcio         | Italia | 2007-2008 |
| Livorno Calcio         | Italia | 2008-2010 |
| Juventus F. C.         | Italia | 2010      |
| Parma F. C.            | Italia | 2010-2011 |
| A. C. Cesena           | Italia | 2011-2012 |
| S. S. Lazio            | Italia | 2012-2016 |
| Inter de Milán         | Italia | 2016-2020 |
| U. C. Sampdoria        | Italia | 2020-2022 |
| U. S. Salernitana 1919 | Italia | 2022-2024 |

## Palmarés

### Títulos nacionales
| Título      | Club        | País   | Año     |
| ----------- | ----------- | ------ | ------- |
| Copa Italia | S. S. Lazio | Italia | 2012-13 |